# Joe Turner (Eishockeyspieler)
Joe Turner (* 28. März 1919 in Windsor, Ontario; † 12. Januar 1945 in den Niederlanden) war ein kanadischer Eishockeytorwart, der in seiner aktiven Zeit unter anderem für die Detroit Red Wings in der National Hockey League spielte. 

## Karriere
Joe Turner erhielt 1941 einen Vertrag bei den Indianapolis Capitals aus der American Hockey League, nachdem er zuvor seit 1933 im Amateureishockey aktiv gewesen war. In seiner ersten und einzigen Spielzeit im professionellen Eishockey gewann der Torwart mit seiner Mannschaft als Stammspieler den Calder Cup und wurde in das First All-Star Team der AHL gewählt. Am 5. Januar 1942 gab er zudem sein Debüt in der National Hockey League für die Detroit Red Wings beim 3:3-Unentschieden gegen die Toronto Maple Leafs, wobei er den verletzten Stammtorwart Johnny Mowers ersetzte. Im Anschluss an diese Spielzeit trat der Kanadier in die US Army ein und fiel am 12. Januar 1945 in den Niederlanden. Nach ihm wurde der Turner Cup benannt, der von 1945 bis 2001 an den Gewinner der International Hockey League und von 2007 bis 2010 an den Sieger einer gleichnamigen Liga überreicht wurde.

## Erfolge und Auszeichnungen
- 1942 Calder-Cup-Gewinn mit den Indianapolis Capitals
- 1942 AHL First All-Star Team